# Alouette bilophe
Espèce
Répartition géographique
Statut de conservation UICN

 LC  : Préoccupation mineure
Eremophila bilopha

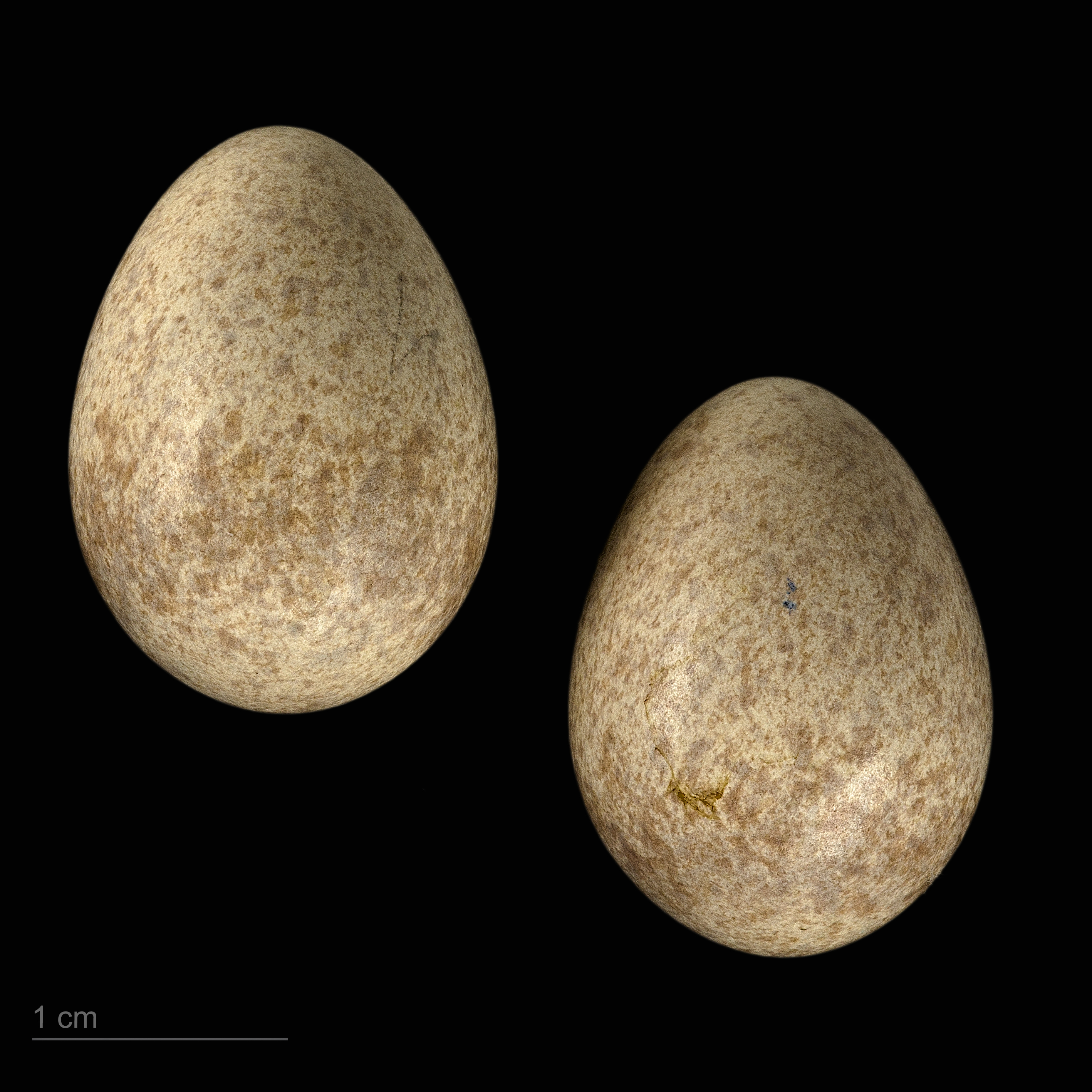
Eremophila bilopha - (MHNT).

L’Alouette bilophe (Eremophila bilopha), également appelée alouette ou otocorys hausse-col du désert, est un oiseau de la famille des Alaudidés.

## Description
Cet oiseau possède un motif noir sur la tête qui part du bec passe sous les yeux et descend vers le cou. Les plumes du menton et de la gorge sont blanches. Sur la tête elle a des plumes noires formant des cornes. Le plumage du dessus et roux-vif. Le dessous est blanc excepté une tache pectorale noir. Elle mesure entre 12 et 14 cm pour un poids de 38-39 g. Son envergure est de 26–31 cm. Le mâle porte des aigrettes noires au printemps.

## Habitat
Cet oiseau habite les regs et les steppes à graminées du Sahel septentrional, généralement à basse altitude.

## Alimentation
Cet oiseau se nourrit de graines, de fruits et d'insectes.

## Statut de l’espèce
Convention de Berne (Annexe 3)
Oiseau protégé (Article 4 et 5)